# Elena e Costantino
Elena e Costantino és una òpera en italià de Ramon Carnicer i Batlle segons un llibret d'Andrea Leone Tottola. Va ser estrenada al Teatre de la Santa Creu de Barcelona el 15 de juny de 1821. Té una versió anterior deguda a Johann Simon Mayr.

## Origen i context
Va ser la segona òpera de maduresa de Carnicer i fou rebuda amb aplaudiments pel públic assistent. Definida al catàleg d'obres de Carnicer com a opera semiseriosa o dramma eroico-cómico, es desenvolupa al comtat d'Arle a la Provença i narra una intricada història d'amors, odis, traïcions i enganys.
El compositor utilitza tots els recursos de l'òpera de l'època. Gran coneixedor dels compositors italians i en especial de l'obra de Rossini, posa de manifest el que ja havia experimentat en Adele di Lusignano. Amb un gran domini del belcantisme, combina cavatines, duets, àries i cors, demostrant el seu coneixement i domini de la tècnica compositiva. Carnicer tracta l'orquestra amb mestria i dona gran importància escènica i musical al cor.
Cal destacar el Rondo di Elena, com a exemple de coloratura i utilització dels artificis escènics a l'estil rossinià, amb la participació del coro di donne i Anna que tanquen l'escena IV. Els personatges són: Elena, princesa di Tarascona, esposa de Constantino, Constantino, comte di Arles, Adolfo, fill d'ambdós, sota el nom de Paolino, no parla, Edmondo, suposat comte di Arles, Governatore di Arles, Carlo, napolitano establert a la Provença, Anna, la seva filla, Urbino, pastor al servei de Carlo, Cor de la guàrdia, gent de la vila, soldats i pastors. El repartiment obeeix també a les regles clàssiques, tant pel que fa a la distribució de les veus com als rols representats per cada una d'elles.

## Representacions
El 12 i 14 de març de 2005 es va tornar a representar de forma excepcional en versió de concert al Teatro Real de Madrid dirigida per Jesús López Cobos i amb la participació de Ruth Rosique, Robert McPherson, Saimir Pirgu, Eduardo Santamaria, Lorenzo Regazzo, Mariola Cantarero i David Menéndez i el Cor i l'Orquestra Simfónica de Madrid. La recuperació d'Elena e Costantino es deu a Emilio Casares de l'Instituto Complutense de Ciencias Musicales, que va editar una acurada partitura sota la supervisió de Divina Cots i Celsa Tamayo, amb la col·laboració de Grover Wilkins. El segell italià Dynamic va enregistrar aquest concert.